# Marinha do Iraque
As Forças Navais Iraquianas ( árabe : القوات البحرية العراقية), ou a Marinha do Iraque é o ramo do serviço de guerra naval das Forças Armadas do Iraque. Anteriormente conhecida como a Força de Defesa Costeira do Iraque, suas principais responsabilidades eram a proteção da costa e dos ativos offshore do Iraque, o nome oficial foi alterado em 12 de janeiro de 2005 para Forças Navais do Iraque 
| Comandantes                        | datas         |
| ---------------------------------- | ------------- |
| Vice-almirante Ali Hussain Ali     | 2009 a 2016   |
| Contra-almirante Muafaq Najim Abid | 2009 a 2020   |
| Contra-almirante Ahmed Jasim       | 2020-presente |

## História

### Reino do Iraque
A Marinha do Iraque foi formada em 1937 como uma pequena força de quatro navios com sede em Basra. Entre 1937 e 1958, era principalmente uma força ribeirinha.

## Inventário
| Classe                            | Nomes / número da flâmula                                                                                               | Tipo                         | foto    | Número de Navios | Notas   |
| Corveta                           | Corveta | Corveta                      | Corveta | Corveta          | Corveta |
| --------------------------------- | --- | ---------------------------- | ------- | ---------------- | ------- |
| Assad                             | Musa ibn Nusayr (F210) Tariq ibn Ziyad (F212)                                                                           | Corveta                      |         | 2                |         |
| Navio de patrulha offshore        | |                              |         |                  |         |
| Fattah                            | Fatah (PS 701) el-Naser (PS 702) Majid (PS 703) Shmookh (PS 704)                                                        | Navio de patrulha offshore   |         | 4                |         |
| Embarcação de apoio offshore      | |                              |         |                  |         |
| Al Basra                          | Al Basra (OSV 401) Al Fayhaa (OSV 402)                                                                                  | Embarcação de apoio offshore |         | 2                |         |
| Embarcação de ataque rápido       | |                              |         |                  |         |
| Swiftships Modelo 35PB1208 E-1455 | (P-301) (P-302) (P-303) (P-304) (P-305) (P-306) (P-307) (P-308) (P-309) (P-310) (P-311) (P-312) (P-313) (P-314) (P-315) | Embarcação de ataque rápido  |         | 15               |         |
| Predator                          | (P-101) (P-102) (P-103) (P-104) (P-105)                                                                                 | Embarcação de ataque rápido  |         | 10               |         |
| Barcos rápidos                    | |                              |         |                  |         |
| Barcos rápidos                    | | Barco-patrulha               |         | 24               |         |
| Barcos infláveis                  | |                              |         |                  |         |
| Barco inflável de casco rígido    | | Bote Inflável                |         | 10               |         |
| Navio de abastecimento            | |                              |         |                  |         |
|                                   | Al Shams | Navio de abastecimento       |         | 1                |         |